# Església parroquial de Sant Cristòfol les Fonts
L'església parroquial de Sant Cristòfol les Fonts és una església historicista situada al barri del mateix nom d'Olot (Garrotxa) protegida com a Bé Cultural d'Interès Local.

## Descripció
Sant Cristòfol les Fonts posseeix una primitiva església d'una sola nau bastida amb pedra romànica. Damunt ella s'aixecà posteriorment una torre quadrada i s'afegiren tres absis d'estil neoromànic. L'actual porta principal té una llinda amb la següent inscripció: HEC EST DOMUS DEI ET PORTA CEL 1S96. Damunt hi ha una fornícula amb la figura del Sant titular i un òcul. Els murs varen ser arrebossats. Adossada a l'església es troba l'antiga rectoria.

## Història
"Se troba un xich separada de la carretera, entre aquesta y el camí vell. Fou modernament restaurada. Té tres petits absis romànics y una bonica torra quadrada". Els absis que va veure C. A. Torras són els aixecats a finals del segle xix. L'església va ser consagrada al segle xi i va dependre del monestir de Ripoll.